# Бурујениш (Бакау)
Бурујениш (рум. Buruieniș) насеље је у Румунији у округу Бакау у општини Брустуроаса. Oпштина се налази на надморској висини од 608 m.

## Становништво
Према подацима из 2002. године у насељу је живело 233 становника, од којих су сви румунске националности.